# Последняя дорога
«После́дняя доро́га» — советский художественный фильм 1986 о последних часах жизни Пушкина. Производство: киностудия «Ленфильм», Второе творческое объединение. Снят на литературной основе пьесы Михаила Булгакова «Александр Пушкин» (в титрах имя Булгакова не было указано). Сценаристами выступили Яков Гордин и режиссёр ленты Леонид Менакер.

## Сюжет
Фильм начинается ночью 27 января 1837 года, когда основные события в жизни Александра Пушкина, приведшие к трагедии, уже произошли. Впереди — дуэль на Чёрной Речке и гибель поэта.

## Создатели
- Режиссёр — Леонид Менакер
- Сценаристы — Яков Гордин, Леонид Менакер
- Оператор — Владимир Ковзель
- Композитор — Андрей Петров
- Художник-постановщик — Марксэн Гаухман-Свердлов, Д. Манэ
- Монтажёр — Ирина Руденко
- Звукооператор — Оксана Стругина

## В ролях
- Юрий Хомутянский — Пушкин
- Александр Калягин — Жуковский
- Вадим Медведев — Вяземский
- Ирина Купченко — Вера Вяземская
- Елена Караджова — Наталья Гончарова
- Иннокентий Смоктуновский — барон Геккерн
- Гедиминас Сторпирштис — Дантес
- Андрей Мягков — Дубельт
- Анна Каменкова — Александра Гончарова
- Сергей Сазонтьев — Данзас
- Вячеслав Езепов — Александр Тургенев
- Альберт Филозов — Уваров
- Иван Краско — ротмистр Ракеев
- Всеволод Кузнецов — Вереянов
- Сергей Жигунов — корнет Чичерин
- Михаил Глузский — подполковник Шишкин
- Ольгерт Кродерс — Нессельроде
- Римма Маркова — мадам Нессельроде
- Александр Романцов — кавалергард
- Пётр Шелохонов — Стефанович
- Виктор Шульгин — Никита Козлов
- Владимир Матвеев — секретарь Дубельта
- Рэм Лебедев — Арендт
- Олег Казанчеев — д’Аршиак
- Елена Ивочкина — Екатерина Гончарова
- Валерий Доронин — Николай I
- Виктор Бычков — Павел, слуга
- Гали Абайдулов — танцор на балу (в титрах не указан)
- Юрий Стоянов — лейб-гусарский офицер, приятель Дантеса (в титрах не указан)